# 韋斯塔 (喬治亞州)
韦斯塔（英語：Vesta）是位於美國喬治亞州奧格爾索普縣的一個非建制地區。該地的面積和人口皆未知。

## 地理
韦斯塔的座標為33°57′23″N 82°56′19″W / 33.95639°N 82.93861°W，而該地的平均海拔高度為189米（即620英尺）。